# 夜高行燈

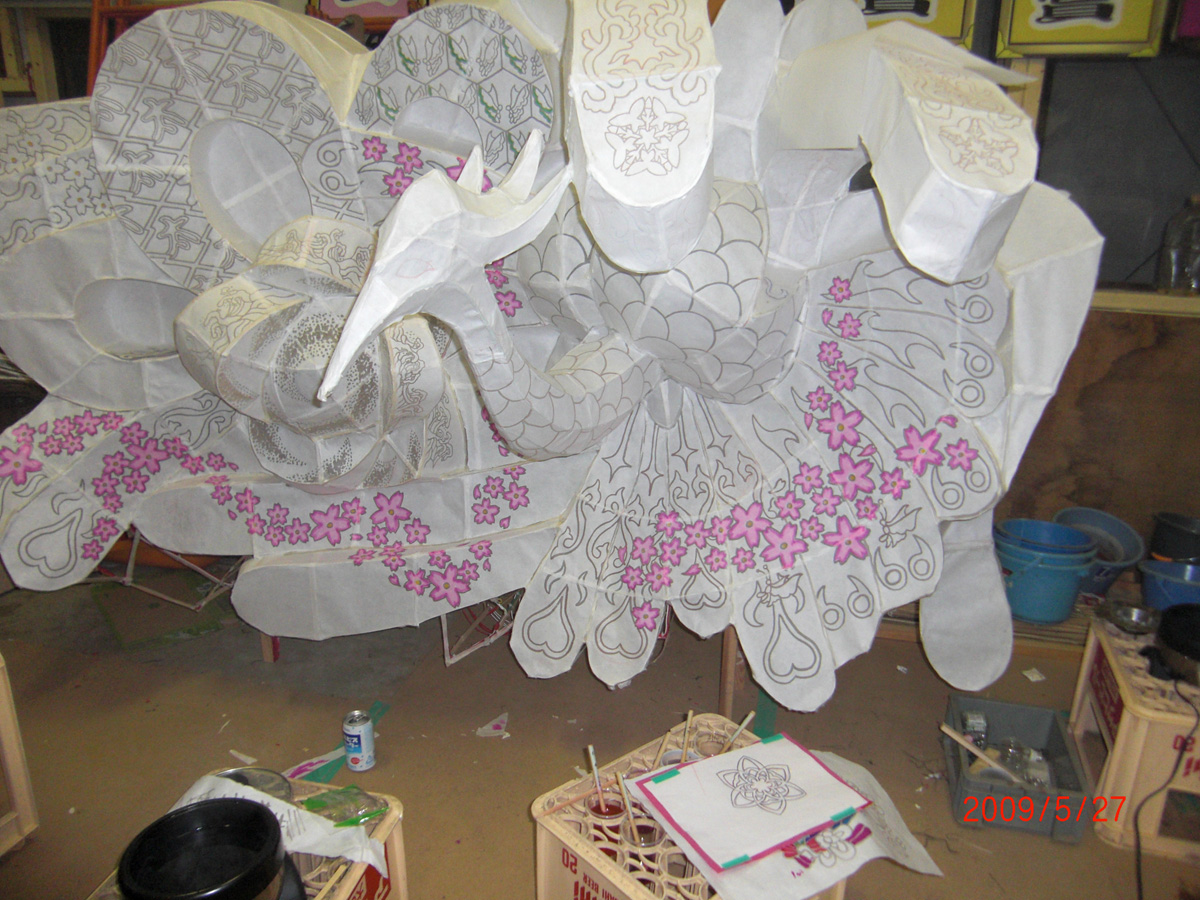
骨組みが終わり、和紙を貼った状態。

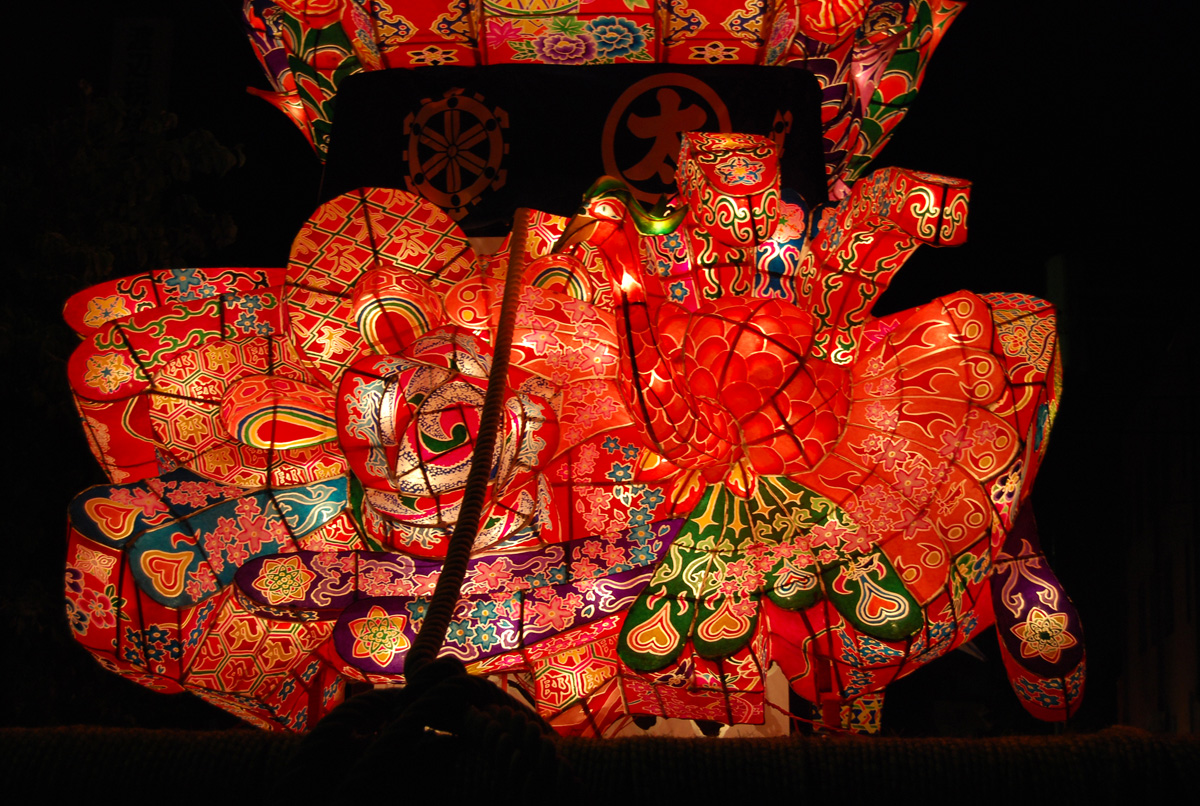
灯が燈った夜高行燈。

夜高行燈（よたかあんどん）とは、富山県の砺波、小矢部、南砺地方並びに北海道沼田町に伝わる夜高祭で町を練り歩く巨大な行灯のこと。
夜高行燈は、行燈を出す町内の人達によって手作りで製作される。
行燈の制作期間は町内によって差があるが、いずれも2か月～数か月と長期に渡る。材料は主に竹と和紙、細部では針金を使い、色付けは紅、染料、蝋（ロウ）等が使用されている。

## 代表的な夜高祭
- 砺波夜高祭り - 砺波市出町地区
- 津沢夜高あんどん祭 - 小矢部市津沢地区
- 福野夜高祭 - 南砺市福野地区
- 庄川観光祭（庄川夜高行燈） - 砺波市庄川町
- 五鹿屋夜高祭 - 砺波市五鹿屋（五郎丸）地区